# Noční trezor
Noční trezor je technické zařízení v bance a zároveň bankovní služba poskytovaná klientům banky. Umožňuje na základě smlouvy odvádění hotovosti především mimo pracovní dobu banky.

## Princip nočního trezoru
Klienti dostanou přiděleny kazety nebo jiné obaly pro odvádění hotovosti. Obal naplní hotovostí a složenkou, zapečetí ho nebo uzamknou a poté vhodí do vhozu nočního trezoru. Během následujícího bankovního dne banka hotovost přepočítá a připíše na bankovní účet klienta. Opakovaně použitelné kazety vrací k použití klientům například zakládáním do výdejových přihrádek. Výdejové přihrádky jsou z venkovní strany uzamčeny a bývají umístěny nedaleko vhozu do nočního trezoru. Zákazníci mají klíč od své výdejové přihrádky a tak mohou v případě pravidelných odvodů získat ihned i prázdnou schránku. Alternativou výdejových přihrádek je automat na jednorázové obaly pro odvody hotovostí.